# عدلون
عدلون هي إحدى القرى اللبنانية من قرى قضاء صيدا في محافظة الجنوب عدلون بلدة ساحلية ترتفع 100 م عن سطح البحر مساحتها 8.7 كلم2، تبعد 61 كلم عن بيروت و 20 كلم عن صيدا سكانها 5770 نسمة[بحاجة لمصدر] يحدها من الشمال والشرق بلدة انصارية ومن الجنوب منطقة أبو الأسود، تشتهر بمغارتها والمدافن التاريخية التي تعود إلى عصور قديمة كما وتتميز بسهلها الفسيح المليء ببساتين الحمضيات والموز ومواسم البطيخ.

## تاريخها
تدل الآثار القديمة في بلدة عدلون ولاسيما الكهوف والمغاور والنواويس أن الإنسان سكنها منذ عصور غابرة،
وبحسب علماء الأثار فقد دلت الحفريات التي قامت بها بعثات فرنسية مختصة بالتنقيب بتكليف من الدولة اللبنانية على وجود بقايا هياكل عظمية بشرية وأواني مطبخية وحياتية كانت تستخدم في العصر الحجري أو في عصور ما قبل التاريخ.
وورد اسم عدلون في كتب التاريخ على لسان عدد كبير من المؤرخين القدماء، ويرد علماء اللغة والآثار الاسم إلى اللغة السريانية القديمة التي تعني ”عيد الآلهة“، وتنتشر في جبال البلدة وفي سهلها الواسع كهوف وقبور حجرية تعود إلى حقبات غير معروفة إلا أنها تشير إلى تعاقب شعوب كثيرة على السكن فيها أو المرور عبرها كونها تقع في منتصف الطريق على الساحل بين مدينتي صيدا وصور التاريخيتين وعلى طريق المدن الفينيقية الساحلية التي اشتهرت في اساطيلها التجارية عبر البحار.
توجد في عدلون تحوي مغاور حفرها الرومان، وهي محفورة بالصخر بشكل يصعب الدخول إليها، ولكن واسعة في الداخل باستثناء واحدة طبيعية بابها واسع وفيها نتوءات تتدلى وتشبه مغارة جعيتا. ووجدت أدوات تعود لعصور قديمة في عدلون وجبل الكرمل وأم قطافة والزطية وجسر بنات يعقوب في فلسطين وأوغاريت في سوريا. ويفترض بأن البشر الذين تركوا تلك الآثار البدائية كانوا من الجنس الأبيض وسكنوا المغاور.
واعتبر الأب لامنس في كتابه تسريح الأبصار اعتبر أن المغاور القديمة والكهوف التي كانت مدافن للموتى قد تحولت إلى مسكن للرهبان، وقال: "لدينا من الأدلة ما يحملنا على القول ان الرهبان اتخذوها لهم مساكن أووا إليها. من ذلك ما ترى فيها من شارات النصرانية... وفيها صهاريج و... ومن اعتبر هذه المساكن الغريبة لا يشك في أن الرهبان وحدهم أمكنتهم الإقامة فيها ويعطي الأب لامنس أمثلة على هذه المغاور – الأديرة – أمكنة إقامة الرهبان: عدلون (بين صيدا وصور).
يوجد في عدلون مرفأ بحري قديم في منطقة تُعرف بمغارة الصيادين، ولكن الدولة اللبنانية تركته مهملاً عبر السنوات. كما يوجد ميناء آخر في منطقة ”أبو الزيد“ وهو بدوره رهينة الإهمال.
تقع بلدة عدلون على الطريق الساحلي بين مدينتي صيدا وصور وتلامس بساتينها الخضراء رمال البحر بينما تطل من تلتها المتوسطة على شموخ جبل الشيخ وتمتاز باتساع سهلها الذي يعبر وسطه مشروع جر مياه الليطاني.
تجاور بلدة عدلون بلدات انصارية وخيزران والسكسكة والصرفند وانصار وتمتد حدودها من نهر أبو الأسود جنوب البلدة إلى مشارف مفرق السكسكية في الشمال وتتبع لها منطقة خيزران الساحلية المشهورة بمطاعم السمك.
ساهم موقع البلدة الجغرافي في تطور عدلون خصوصاً في الربع الأخير من القرن العشرين بعد تأسيس متوسطة مختلطة وثانوية لأبناء البلدة وللبلدات المجاورة. كما سمح موقعها في سهولة وصول نخبة من الشباب إلى صيدا للدراسة في الجامعة اللبنانية والتفرغ فيما بعد للتعليم والمساهمة في التنمية البشرية والاجتماعية في البلدة.

## وصلات خارجية
لمزيد من الإطلاع على أحوال هذه البلدة اللبنانية مراجعة الروابط :
- http://adlunnews.blogspot.com/
- http://adloun.org/default.aspx